# Денисюк Євгеній Олексійович
Євге́ній Олексі́йович Денисю́к (10 квітня 1948, село Копани, Дубенський район, Рівненська область) — український політик. Міський голова Костополя (з квітня 1998- березень 2023).   

## Освіта
Освіта вища, закінчив юридичний факультет Київського державного університету імені Тараса Шевченка (1976).

## Трудова діяльність
Працював юрисконсультом, старшим інженером із стандартизації, заступником керуючого Костопільської райсільгосптехніки (1977–1985), начальником відділу постачання на заводі «Будінструмент» (1985–1988), заступником директора Костопільського заводу БІТІМ (1988–1994), директором товариства «Вікторія ЛТД» (1994–1998). З 1998 року — міський голова Костополя.

## Родина
Українець. Батько Олексій Амбросійович (1920-1992), мати Степанида Дем'янівна (1923-2010). Дружина Галина Йосипівна (1948) — пенсіонерка. Дочка Наталія (1970) — лікар дитячої поліклініки, дочка Вікторія (1973) — лікар стоматологічної поліклініки.
Захоплюється садівництвом та вирощуванням троянд.

## Нагороди
За сумлінну працю, великий особистий внесок у розвиток і зміцнення української держави Денисюк Євгеній Олексійович нагороджений почесною грамотою Президента України (2003), почесною грамотою Асоціації міст України (2007). За допомогу у будівництві культових споруд нагороджений орденами Христа Спасителя (2000), Князя Володимира (2001), Князя Острозького (2003), орденом «За заслуги» ІІІ ступеня (грудень 2008).
Рішенням Костопільської міської ради № 484 від 18 травня 2005 р. присвоєно Почесну відзнаку «За вагомий внесок у розвиток міста і громади».